# Maxence Biasotto
Pas d'image ? Cliquez ici

a Compétitions nationales et continentales officielles uniquement.

b Matchs officiels uniquement.
Dernière mise à jour le 27 septembre 2024.
Maxence Biasotto, né le 8 juillet 2004 à Beaumont-de-Lomagne (Tarn-et-Garonne), est un joueur français de rugby à XV évoluant principalement au poste d'ailier avec le CA Brive.
Il remporte le Championnat du monde junior en 2023 avec l'équipe de France des moins de 20 ans.

## Biographie

### Jeunesse et formation
Maxence Biasotto naît le 8 juillet 2004 à Beaumont-de-Lomagne. Petit-fils de l'ancien demi de mêlée Max Barrau, Biasotto grandit à Beaumont-de-Lomagne dans le Tarn-et-Garonne. Il commence la pratique du rugby à XV à l'âge de cinq ans, bénéficiant des conseils de son père Emmanuel, ancien demi d'ouverture.
En 2017, il rejoint le centre de formation de l'US Montauban, au sein duquel il gravit les échelons jusqu'à l'équipe espoirs. Par la suite, Biasotto se distingue rapidement sur la scène internationale, participant à tous les rassemblements de l'équipe de France des moins de 18 ans,.
En 2022, il quitte le Tarn-et-Garonne pour rejoindre la Corrèze et le centre de formation du CA Brive. Formé au poste d'ailier, il peut également évoluer à l'arrière ou au centre.

### Carrière professionnelle
Maxence Biasotto fait ses débuts en équipe première en Top 14 avec le CA Brive face au Lyon OU lors de la saison 2022-2023. Cependant, le club est relégué en Pro D2, à partir de la saison 2023-2024, après avoir terminé dernier du Top 14.
En juin 2023, il est retenu avec l'équipe de France des moins de 20 ans pour participer au Championnat du monde junior 2023 en Afrique du Sud. À la fin de la compétition, il est sacré champion du monde avec ses coéquipiers après avoir remporté largement la finale sur le score de 50 à 14 face aux Irlandais, même s'il ne dispute pas la finale,.
Lors de la saison suivante en Pro D2, Biasotto reste fidèle au club, en dépit d'un temps de jeu réduit avec l'équipe professionnelle, lui permettant cependant d'être régulièrement sélectionné avec l'équipe de France des moins de 20 ans.
À l'issue de la saison 2023-2024, Maxence Biasotto signe prolongation de contrat jusqu'en 2027 avec le CA Brive. Puis, il est convoqué pour le Championnat du monde junior 2024. Remplaçant en début de compétition, il est titularisé en raison de la blessure de Nathan Bollengier. Ainsi, Biasotti est titulaire à l'aile lors de la finale, perdue sur le score de 21 à 13 face à l'Angleterre,.

## Palmarès
- Vainqueur du Championnat du monde junior en 2023 avec l'équipe de France des moins de 20 ans.